# Bibliotheca vitae. Az élet könyvei
A Bibliotheca vitae, azaz Az élet könyvei egy 20. század eleji magyar szépirodalmi könyvsorozat volt. Az egyes kötetek Az „Élet” kiadásában jelentek meg Budapesten 1914 és 1916 között, és a következők voltak:
- [1] Prohászka Ottokár: Világosság a sötétségben. 1914. 4, 314 l.
- [2] Andor József: A tanítónő. 1914. 4, 333 l.
- [3] Tömörkény István: Egyszeri emberek. 1914. 4, 300 l.
- [4] Toma István: Élet és irodalom. 1914. 4, 552 l.
- [5] Takáts Sándor: Régi magyar asszonyok. 1914. 341 l.
- [6] Cholnoky Viktor: Kaleidoszkop. 1914. XI, 256 l.
- [7] Ambrus Zoltán: Színházi esték. 1914. 4, 402 l.
- [8] Gineverné Győry Ilona: Angolok. 1914. 4, 286 l.
- [9] Fieber Henrik: Modern művészet. 1914. 4, 330 l., 4 t.
- [10] Kosztolányi Dezső: Modern költők. 1914. 4, 487 l.
- [11] Cholnoky Jenő: Földrajzi képek. 1914. 4, 351 l.
- [12] Domonkos István: Atyámfiai. 1914. 4, 357 l.
- [13] Endrődi Sándor: A pálya végén. 1914. 4, 358 l.
- [14] Kárpáti Aurél: Budai képeskönyv. 1914. 4, 308 l.
- [15] Lampérth Géza: Az én rózsáim. 1914. 4, 309 l.
- [16] Márki Sándor: Magyar középkor. 1914. 4, 293 l.
- [17] Rákosi Jenő: A magyarságért. 1914. 4, 297 l.
- [18] Sebők Zsigmond: Színfoltok. 1914. 4. 324 l.
- [19] Tarczai György: Magyar legendák. 1914. 376 l.
- [20] Trikál József: Egység felé. 1914. 364 l.
- [21] P. Ábrahám Ernő: Csillagok a Tiszában. 1916. 284 l.
- [22] Andrássy Gyula gróf: A világháború problémái. 1916. 4, 332 l.
- [23] Fraknói Vilmos: Egyháznagyok a magyar középkorból. 1916. 336 l.
- [24] Gyulai Ágost: Háborús antológia. 1916. 4, 376 l.
- [25] Landauer Béla: Glória. 1916. 4, 324 l.
- [26] Márkus László: Magyar gondok. 1916. 4, 320 l.
- [27] Sík Sándor: Költeményei. 1916. 4, 351 l.
- [28] Izsóf Alajos: Túl a nagy vizeken. 1916. 4, 316 l.
- [29] Szabó László: Magyar festőművészet. 1916. 4, 252 l.
- [30] Pethő Sándor: A szabadságharc eszméi. 1916. 4, 224 l.